# 威廉·基斯特
威廉·基斯特·佐真遜（丹麥語：William Kvist Jørgensen，1985年2月24日—），出生於榮德，是一名踢法全面的丹麥職業足球員。他能司職中場以至後防線上多個位置，而其最佳的位置是正中場，現時效力英冠球會韋根。

## 生平

### 球會
基斯特出身於哥本哈根合併前身之一的KB隊，早年亦一名出色的手球球員。他於2004年獲提升上一隊，並於2005年4月23日首次獲派上陣，以後補身份登場出戰北西蘭。基斯特於2010年獲選丹麥足球先生及丹超最佳球員。於為哥本哈根上陣275場及攻入13球，並擔任球隊的隊長，於收獲5次丹超和1次丹麥盃冠軍錦標後，他在2011年6月16日轉投德甲球會史特加，簽約四年，轉會費約為350萬歐元。
2014年9月1日，基斯特自由转会至英冠球队维冈竞技，签下一年合约。

### 國家隊
基斯特從U16级别起，一直是丹麥各級年齡組别的國家隊常客，基斯特首場代表大國腳的賽事，乃於2007年8月22日主場迎戰愛爾蘭的友誼賽。
基斯特入選了2010世界盃23人名單，但並無獲派上陣。

## 職業數據
以下是基斯特的職業數據︰
| 賽季    | 球會     | 上陣 | 入球 | 聯賽           |
| ------- | -------- | ---- | ---- | -------------- |
| 2004/05 | 哥本哈根 | 01   | 0    | 丹麥超級聯賽   |
| 2005/06 | 哥本哈根 | 021  | 0    | 丹麥超級聯賽   |
| 2006/07 | 哥本哈根 | 032  | 02   | 丹麥超級聯賽   |
| 2007/08 | 哥本哈根 | 032  | 0    | 丹麥超級聯賽   |
| 2008/09 | 哥本哈根 | 029  | 04   | 丹麥超級聯賽   |
| 2009/10 | 哥本哈根 | 033  | 02   | 丹麥超級聯賽   |
| 2010/11 | 哥本哈根 | 033  | 0    | 丹麥超級聯賽   |
| 2011/12 | 史特加   | 033  | 0    | 德國甲組聯賽   |
| 2012/13 | 史特加   | 023  | 0    | 德國甲組聯賽   |
| 2013/14 | 史特加   | 012  | 0    | 德國甲組聯賽   |
| 2013/14 | 富咸     | 08   | 0    | 英格蘭超級聯賽 |
| 2014/15 | 韋根     | 026  | 0    | 英格蘭冠軍聯賽 |
| TOTAL   | TOTAL    | 283  | 8    |                |

## 國家隊入球
所有比分以丹麥入球先行。
| # | 日期           | 場地         | 對手   | 入球 | 賽果 | 賽事                        |
| - | -------------- | ------------ | ------ | ---- | ---- | --------------------------- |
| 1 | 2012年10月16日 | 米蘭，意大利 | 義大利 | 1-2  | 1-3  | 2014年世界盃外圍賽 (歐洲區) |
| 2 | 2013年11月15日 | 海寧，丹麥   | 挪威   | 1-0  | 2-1  | 友誼賽                      |

## 榮譽
哥本哈根
- 丹麥足球超級聯賽冠軍：2005/06年、2006/07年、2008/09年、2009/10年、2010/11年；
- 丹麥盃冠軍：2009年；

個人
- 丹麥足球先生：2010年、2011年；